# Wegener Canyon
Wegener Canyon är en undervattenskanjon i Antarktis. Den ligger i havet utanför Östantarktis. Norge gör anspråk på området.